# Antonio Trivulzio, seniore
Antonio Trivulzio, seniore (né à Milan le 18 janvier 1457, et mort à Rome le 18 mars 1508) est un cardinal italien du XVIe siècle. Il est l'oncle du cardinal Agostino Trivulzio  (1517) et le frère de Teodoro Trivulzio, maréchal de France. D'autres cardinaux de la famille sont Scaramuccia Trivulzio (1517), Antonio Trivulzio, iuniore (1557) et  Giangiacomo Teodoro Trivulzio (1629). Antonio Trivulzio est membre de l'ordre des chanoines réguliers de Sant'Antonio.

## Biographie
Antonio Trivulzio est ambassadeur de Milan à Parme, à Rome et à Venise. Il est protonotaire apostolique, auditeur à la Rote romaine, membre des régents de Milan et chanoine du chapitre de Saint-Donatien à Bruges. Il est élu évêque de Côme en 1487.
Trivulzio est créé cardinal in pectore par le pape Adrien VI lors du consistoire du 28 septembre 1500. Sa création est publiée le 2 octobre 1500. Le cardinal Trivulzio est sénateur de Milan. Il est camerlingue du Sacré Collège en 1505-1506. Trivulzio participe aux conclaves de 1503, lors desquels Pie III  et Jules II sont élus,.